# 宮澤賢史
宮澤 賢史（みやざわ けんし）は、日本の医師、医学博士、日本医師会認定産業医、臨床分子栄養医学研究会代表、医科歯科連携診療普及協会理事長。
2013年から分子栄養学実践講座を開講し、医療関係者のみならず一般の方にも向けて正しい栄養療法やサプリメントの知識を伝えるために活動している。

## 来歴・人物
1996年、東京医科大学医学部卒業。
2001年、栄養療法を始める。1960年代に米国のライナス・ポーリング博士らが提唱した分子整合栄養医学を取り入れた医療を展開。足りない栄養素に着目することで病気の根本原因を探る考え方をベースに、これまでに25,000例以上の治療実績を持つ。

## 著書
- 『医者が教える「あなたのサプリが効かない理由」』イースト・プレス、2018年7月、ISBN 9784781616902。